# Black Stain

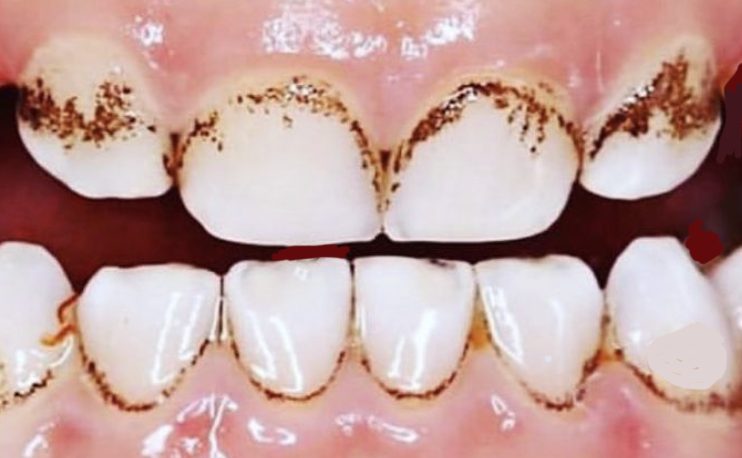
Milchzähne mit Melanodontie

Black Stain (englisch schwarzer Fleck, fachsprachlich Melanodontie) ist eine durch chromogene (farberzeugende) Bakterien ausgelöste Verfärbung der Zähne. Sie tritt üblicherweise bei Milchzähnen auf, gelegentlich auch noch nach dem Zahnwechsel.

## Symptome
Es bilden sich dunkel eingefärbte Rückstände auf den Zähnen, die als Punkte oder schmale Linie girlandenförmig insbesondere am Rand zum Zahnfleisch verlaufen. Aus medizinischer Sicht ist Black Stain harmlos, denn die Beläge schädigen weder Zähne noch Zahnfleisch, sind lediglich kosmetisch störend.
Das Mikrobiom der Zähne bei Kindern mit und ohne Black Stains ist ähnlich zusammengesetzt, jedoch ist Actinomyces naeslundii bei Kindern mit Black Stains vergleichsweise häufiger und Bakterien des Stammes der Saccharibacteria seltener vertreten.
Ein Meta-Review fand bei Personen mit Black Stains Hinweise darauf, dass bei diesen seltener Zahnkaries auftritt.

## Verbreitung
Je nach Untersuchung sind etwa 2,4–21 % der Kinder von Black Stain betroffen.

## Behandlung
Die Verfärbungen lassen sich durch normales Zähneputzen nicht beeinflussen. Eine Entfernung ist durch professionelle Zahnreinigung möglich. Nach einigen Wochen treten die Verfärbungen jedoch erneut auf. Üblicherweise verschwinden die Verfärbungen mit der Pubertät von selbst.
Bei Case-Report-Studien wurde der Einfluss von Lactoferrin untersucht. Gemäß Autoren können die Black Stains entstehen, indem das Stoffwechselprodukt spezieller Bakterien, Schwefelwasserstoff, mit freiem Eisen reagiert. Dadurch entstehen die schwarzen Präzipitate. Das Eisen kann durch einen gestörten Eisenstoffwechsel oder durch eisenreiche Nahrung bzw. Nahrungsergänzungsmittel in zu hohen Konzentrationen im Speichel vorliegen. Daher könnte eine Behandlung mit dem eisenbindenden Lactoferrin erfolgversprechend sein.